# Kentucky Fried Chicken
Pour les articles homonymes, voir KFC (homonymie).
KFC (Kentucky Fried Chicken) ou PFK (Poulet Frit Kentucky) au Québec et au nord du Nouveau-Brunswick, est une chaîne de restauration rapide américaine.
KFC, fondée au milieu du XXe siècle par le colonel Harland Sanders, est connue pour ses recettes à base de poulet frit.
Elle est devenue filiale de la multinationale américaine Yum! Brands, qui détient aussi Pizza Hut et Taco Bell.

## Présentation
Son siège est à Louisville dans le Kentucky.
Dans les années 2010, la chaîne sert chaque jour près de 8 millions de clients dans le monde dans ses 14 000 restaurants, dont 98 % sont gérés en franchise et répartis à travers 140 pays et possède un logo visible depuis l'espace.

## Historique
Harland Sanders naît à Henryville, dans l'Indiana. Il est depuis son plus jeune âge passionné par la cuisine. Après avoir exercé de nombreux métiers pendant sa jeunesse afin de subvenir aux besoins de sa famille, il décide en 1940 de servir ses propres recettes aux clients de la station-service qu'il possède à Corbin dans le Kentucky. Fort de son succès, il ouvre un motel-restaurant de l'autre côté de la rue, une affaire florissante qui lui permet de commencer la création d'un réseau de franchises à travers le pays. La construction d'une nouvelle autoroute inter-États à l'emplacement de son affaire quelques années plus tard le contraint à fermer. Ruiné, il part alors sillonner les États-Unis à la recherche d'un restaurant qui accepterait de lui acheter ses poulets.

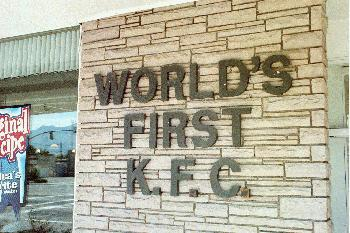
Le premier restaurant KFC, situé au 3890 South State Street à South Salt Lake dans l'Utah.

Harland Sanders constitue sa nouvelle société, qu'il nomme « Kentucky Fried Chicken » sous les conseils de Pete Harman, le propriétaire de la toute première franchise vendue par le Colonel. En 1952, le premier restaurant PFK est ouvert près de Salt Lake City, dans l'Utah. Il s’en sépare en 1964 pour 2 millions de dollars à l'homme d'affaires Jack Carroll Massey (en).
KFC rencontre par la suite, aux États-Unis, un énorme succès national.
Les deux hommes se battent donc dès lors pour obtenir les droits des franchises internationales. Le « Colonel » Sanders (titre honorifique décerné par le gouverneur du Kentucky) est donc relégué principalement au rang d'icône publicitaire, chargé de tourner des spots télévisés et d'inaugurer de nouveaux établissements. Brown et Massey s'attellent à étendre l'enseigne sur tout le territoire américain, implantant des restaurants dans chacun des cinquante États. La modification la plus notable sera sans doute le passage d'une formule de restaurant dine-in, où l'on est servi à table, à une formule plus ancrée dans la restauration rapide : passer la commande et se faire servir à la caisse. Ces transformations sont un véritable succès, tant pour les consommateurs que pour les franchisés.
En 1986, KFC est racheté par PepsiCo. En 1991, Kentucky Fried Chicken est abrégé en « KFC » et ouvre son premier restaurant en France. Bien qu'aucune explication officielle n'ait jamais été fournie, on retient trois hypothèses concernant ce changement. La première serait que la chaine ne voulait pas être identifiée uniquement à son poulet puisqu'elle proposait également d'autres plats et condiments qu'elle désirait faire connaitre. La seconde accuserait la connotation péjorative du mot fried (frit), souvent indice de mauvaise qualité. Enfin, la dernière mettrait en cause le simple fait qu'une version raccourcie du nom de la chaine sonnerait plus jeune. Plus récemment la compagnie a commencé à réintroduire le nom de Kentucky Fried Chicken en le citant dans ses publicités et en l'apposant sur certains de ses produits.[Quand ?]
KFC est depuis octobre 1997 une société du groupe Yum! Brands, Inc. (anciennement Tricon Global Restaurants), groupe formé pour regrouper les trois enseignes Pizza Hut, Taco Bell et KFC, dont PepsiCo s'est désengagé cette année-là.

## Identité visuelle (logo)

### KFC

Logo de KFC de 1952 à 1978
Logo de KFC de 1978 à 1991
Logo de KFC de 1991 à 1997
Logo de KFC, de 1997 à novembre 2006
Logo de KFC de novembre 2006 au 23 juillet 2018

### PFK

Logo de PFK, de 1978 à 1991
Logo de PFK, de 1991 à 1997
Logo de PFK de 1997 à novembre 2006
Logo de PFK depuis novembre 2006

## Produits

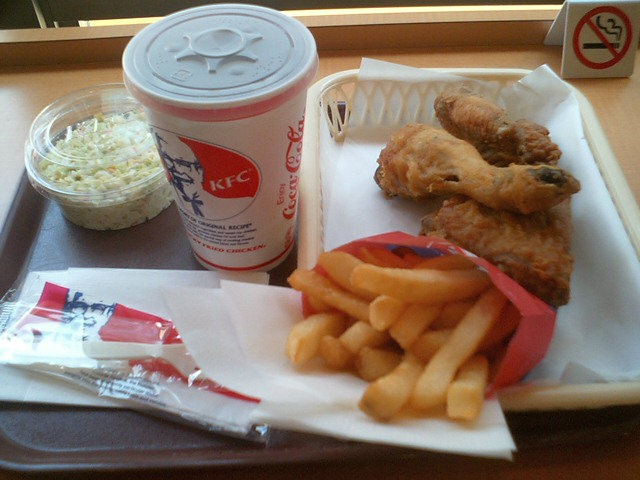
Un menu KFC classique composé d'une boisson, d'une salade au chou blanc et de morceaux de poulets préparés selon la recette originale.

En plus du poulet frit, KFC propose dans son menu des plats d'accompagnement. On peut par exemple commander dans les restaurants américains du coleslaw à la mayonnaise, de la purée de pommes de terre, des pâtisseries, des épis de maïs, des tourtes, des hamburgers, des travers de porc, des haricots verts, des ailes de poulet, des Poulet Pop-Corn (bouchées de poulet frit servies dans un cornet en carton), des sandwichs et des desserts. En revanche, la carte de la chaine est moins diversifiée dans les autres pays du monde.
En France, KFC ne propose en accompagnements que du maïs, de la salade et des frites. KFC s'adapte aux spécificités régionales comme c'est le cas au Québec avec la poutine. On note qu'en Espagne, les accompagnements peuvent être plus proches du modèle américain avec de la salade de chou blanc, du riz blanc, des haricots rouges en sauce ainsi que des frites.
Certaines innovations locales en matière de menu peuvent être adoptées par l'ensemble des franchisés KFC du monde. Ainsi la direction de Singapour introduit la première le Colonel's Filet en 1988, le Hot & Crispy Chicken en 1990 et le Zinger trois années plus tard. Depuis la fin des années 1990, la chaîne sert le poulet pop-corn, ses bouchées de poulet frit célèbres aux États-Unis. Il est abandonné à la suite des plaintes de clients qui disaient ne manger presque que la peau du poulet, puis réintroduit au début des années 2000. En mai 2006, KFC introduit aux États-Unis le Famous Bowl, un bol rempli avec de la purée de pommes de terre ou du riz, de la sauce au jus, du maïs, des bouchées de poulet frit et du fromage. Avant de la commercialiser, des études de marché furent préalablement réalisées au restaurant de Louisville à l'automne 2005. En 2007, la chaîne ajouta à sa carte un nouveau hamburger : le Fish Snacker, un sandwich au colin d'Alaska.
Aux États-Unis, les produits KFC sont les plats les plus demandés pour le dernier repas des condamnés à mort.

### La recette secrète
La recette secrète aux onze herbes et aromates aurait été inventée et développée pendant 9 années par le colonel Sanders dans son restaurant à Corbin. Cette légende est largement utilisée par la marque comme moyen de promotion tout comme pour le mythe de la composition du Coca-Cola. Elle assure en effet qu'il s'agit d'un des secrets les mieux gardés dans le milieu des entreprises et qu'elle est encore utilisée de nos jours dans les restaurants KFC. La feuille sur laquelle est inscrite la recette serait gardée dans un coffre à Louisville et même le président-directeur général du groupe n'en connaîtrait pas l'exact contenu.
Le poulet frit KFC serait cuisiné dans un autocuiseur et non pas dans une friteuse classique, ce qui confèrerait, d'après la chaîne, une saveur unique à la viande. Pourtant, l'animateur américain Alton Brown démontra dans son émission intitulée Good Eats que le fait d'utiliser une Cocotte Minute ne faisait que réduire le temps de cuisson du poulet, sans lui apporter aucun goût particulier. Le colonel Sanders aurait donc d'après lui utilisé un autocuiseur seulement afin de servir ses clients plus vite, leur épargnant ainsi les 45 minutes d'attente nécessaires pour faire frire un poulet dans de l'huile bouillante.
En 1985, le journaliste William Poundstone écrivit un livre nommé Big Secrets (Grands Secrets), dans lequel il analyse et révèle la composition de la recette secrète. Poundstone explique qu'il a dû étudier les différents brevets déposés par le Colonel et déposer des annonces dans des journaux étudiants afin d'appeler les employés de KFC à partager leurs connaissances. Il en est arrivé à la conclusion que le poulet de Sanders serait différent, car il aurait utilisé une quantité d'huile supérieure à la quantité normale et commencerait à cuire le poulet à 200 °C la première minute pour après baisser la température à 120 °C jusqu'à la fin de la cuisson. Un laboratoire d'analyse lui révéla également que les « onze herbes et aromates » ne seraient en fait que du sucre, de la farine, du sel, du poivre noir, et du glutamate monosodique. D'après le journaliste, il est fort probable que la véritable recette du Colonel ait été modifiée durant les années qui ont suivi la vente de sa société, afin de produire le poulet à moindres frais, Sanders lui-même[réf. souhaitée] s'étant indigné de la baisse de qualité de son affaire.

## Campagnes publicitaires

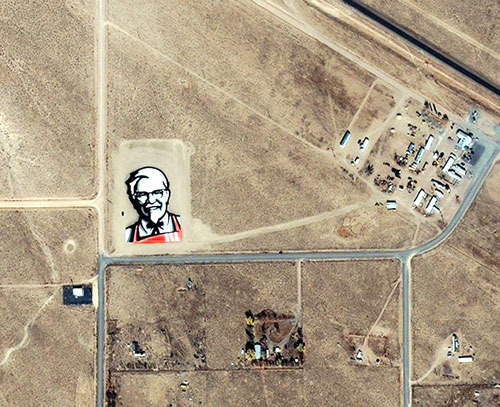
Le logo géant photographié depuis l'espace.

Les premières publicités pour KFC mettent généralement en scène le colonel Sanders qui dégustait son poulet tout en parlant de sa recette secrète et de l'authenticité de sa marque. Elles insistaient également sur les valeurs familiales et traditionnelles, invitant les téléspectateurs à tous se retrouver autour du poulet KFC.
Après la mort de H. Sanders en 1980, la chaîne fait appel à Will Vinton pour réaliser une série de publicités humoristiques basée sur le principe de l'animation de pâte à modeler. La plupart montraient un poulet stylisé censé représenter la mauvaise qualité des autres marques concurrentes. La marque fut également le sponsor de pilotes de Nascar tels que Darrell Waltrip, Neil Bonnett (en), et Terry Labonte pendant la NEXTEL Cup.
Elle réitère l'opération en 1997 en devenant le sponsor de Rich Bickle, membre de l'équipe Darrel Waltrip Motorsports, pour le tournoi Brickyard 400.
À la fin des années 1990, une nouvelle version stylisée du colonel Sanders apparait sur les enseignes de la marque. Les publicités commencent à mettre en scène une version animée du colonel, doublé par l'acteur américain Randy Quaid. Représenté d'humeur joviale, il chantait, dansait et tapait sur l'écran de télévision, promouvant ses produits auprès des téléspectateurs.
Dans les années 2000, il est plus rare de voir apparaître ce personnage à la télévision américaine, les réclames pour KFC étant plutôt orientées sur la satisfaction des clients à manger le célèbre poulet. Elles utilisent toutes une reprise de la chanson Sweet Home Alabama de Lynyrd Skynyrd.[réf. nécessaire]

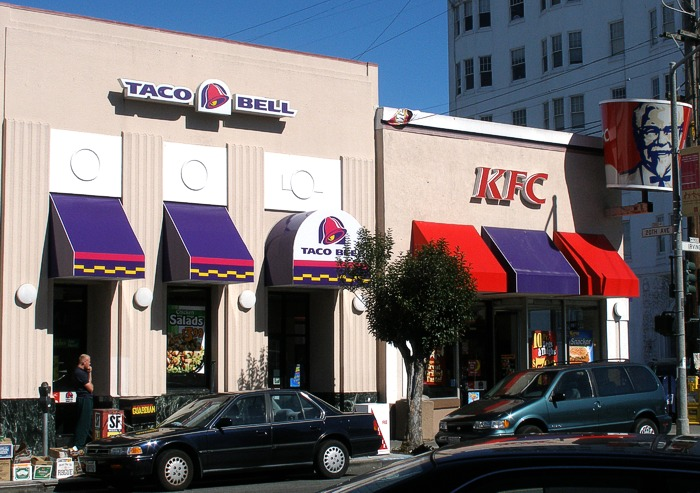
Un restaurant KFC jumelé avec un Taco Bell.

En 2006, KFC crée une gigantesque enseigne publicitaire dans le désert du Nevada, d'après leur service publicitaire « la plus grande jamais construite à ce jour » (il s'agirait en réalité d'un logo Readymix réalisé en 1965 dans le désert australien). D'une superficie totale de 8 128,75 m2, le nouveau logo de la chaîne est visible depuis l'espace grâce au satellite GeoEye situé à plus de 250 km d'altitude. Avec 3 000 heures de travail, la réalisation consista surtout à poser côte à côte des carrés peints de 30 cm de côté, comme un gigantesque puzzle. Le tout se chiffre alors ainsi : 6 000 pièces rouges, 14 000 carrés blancs (sur fond blanc), 12 000 jaunes, 5 000 beiges et 28 000 noirs. À quelques kilomètres seulement du fameux site 51, cette enseigne aux proportions démesurées est censée marquer un renouveau de la marque qui prévoit la rénovation de ses 14 000 unités au cours des 5 prochaines années
Le 15 novembre 2006, la chaîne lance un grand concours appelant à trouver le message caché sur le logo géant afin de gagner un hamburger gratuit. Il s'agissait en fait du célèbre slogan Finger Lickin' Good inscrit sur un panneau tenu par un faux Sanders se tenant au niveau de la cravate du colonel géant.
L'enseigne se sert aussi de l'industrie du jeu vidéo pour promouvoir ses produits. Ainsi, on peut retrouver dans le jeu de Crazy Taxi sur Dreamcast un restaurant KFC.[réf. souhaitée]
Il n'est pas rare de trouver aux États-Unis des établissements KFC couplés avec un ou plusieurs autres restaurants du groupe Yum!. Ils suivent la tendance classique de la restauration rapide, mais proposent aux clients un menu composé de recettes de chaque enseigne.[réf. souhaitée]
En juin 2017, l'enseigne annonce sur les réseaux sociaux qu’elle va envoyer un de ses burgers dans l’espace. Le « sandwich Zinger » devrait s’envoler le 21 juin dans « l’espace ». Cependant, il s'avère que le burger sera en fait mis à bord d’un ballon géré par l’entreprise World View — une compagnie qui prévoit d’envoyer des touristes dans l’espace — vers la stratosphère, entre 11 et 48 kilomètres d'altitude, pendant une durée de 4 jours,. En 1986, KFC avait lancé l'opération « Chix in Space » qui consistait à envoyer un embryon de poussin dans l'espace pour en étudier la croissance. Malheureusement, pour la chaine de restauration rapide et le poussin, la navette qui s'était occupée du voyage s'était désintégrée.
En mars 2023, le Jury de Déontologie Publicitaire, publie son avis sur une publicité de KFC France visée par une plainte. Il conclut que la publicité en question, présentant un poulet rebondissant sur une vache dans une prairie, est de nature à induire en erreur le public, quant à la réalité des conditions d'élevage des poulets utilisés par KFC.

## KFC dans le monde
KFC est l'enseigne de restauration rapide occidentale la plus populaire en Chine. En raison de son succès, Yum! Brands décide de lancer East Dawning, une chaîne servant des spécialités chinoises dans le même format que le célèbre poulet.

### Emplacements des restaurants KFC dans le monde
| Pays                 | Entrée | Continent | Restaurants | Remarques                                                |
| -------------------- | ------ | --------- | ----------- | -------------------------------------------------------- |
| Chine                | 1987   | Asie      | 7980        |                                                          |
| États-Unis           | 1930   | Amérique  | 4062        |                                                          |
| Japon                | 1970   | Asie      | 1131        |                                                          |
| Afrique du Sud       | 1971   | Afrique   | 955         | Premier pays africain à accueillir un restaurant KFC.    |
| Royaume-Uni          | 1965   | Europe    | 909         | Premier pays européen à accueillir un restaurant KFC.    |
| Malaisie             | 2004   | Asie      | 718         | Fut présent de 1973 à 1992. La viande servie est halal.  |
| Thaïlande            | 1984   | Asie      | 717         | Fut présent de 1970 à 1975.                              |
| Indonésie            | 1979   | Asie      | 689         | La viande servie est halal.                              |
| Australie            | 1968   | Océanie   | 653         | Premier pays océanien à accueillir un restaurant KFC.    |
| Canada               | 1953   | Amérique  | 639         |                                                          |
| Inde                 | 1995   | Asie      | 395         |                                                          |
| Mexique              | 1965   | Amérique  | 393         |                                                          |
| Philippines          | 1967   | Asie      | 332         | Premier pays asiatique à accueillir un restaurant KFC.   |
| Pologne              | 1992   | Europe    | 315         |                                                          |
| France               | 1991   | Europe    | 386         |                                                          |
| Arabie saoudite      | 1975   | Asie      | 220         | La viande servie est halal.                              |
| Corée du Sud         | 1984   | Asie      | 190         |                                                          |
| Allemagne            | 1968   | Europe    | 189         |                                                          |
| Égypte               | 1973   | Afrique   | 164         | La viande servie est halal.                              |
| Taïwan               | 1985   | Asie      | 153         |                                                          |
| Emirats-Arabes       | 1975   | Asie      | 151         | La viande servie est halal.                              |
| Espagne              | 1970   | Europe    | 143         |                                                          |
| Turquie              | 1989   | Europe    | 142         | La viande servie est halal.                              |
| Vietnam              | 1997   | Asie      | 136         |                                                          |
| Italie               | 2014   | Europe    | 125         |                                                          |
| Tchéquie             | 1995   | Europe    | 114         |                                                          |
| Nouvelle-Zélande     | 1971   | Océanie   | 100         |                                                          |
| Roumanie             | 1997   | Europe    | 94          |                                                          |
| Pakistan             | 1997   | Asie      | 92          | Fut présent de 1960 à 1970. La viande servie est halal.  |
| Singapour            | 1977   | Asie      | 86          |                                                          |
| Hongrie              | 1992   | Europe    | 80          |                                                          |
| Pays-Bas             | 1972   | Europe    | 77          |                                                          |
| Kazakhstan           | 2008   | Asie      | 66          |                                                          |
| Koweït               | 1973   | Asie      | 66          | La viande servie est halal.                              |
| Ukraine              | 2012   | Europe    | 48          |                                                          |
| Irlande              | 1971   | Europe    | 40          |                                                          |
| Qatar                | 1976   | Asie      | 39          | La viande servie est halal.                              |
| Sri Lanka            | 1995   | Asie      | 39          |                                                          |
| Oman                 | 1977   | Asie      | 36          | La viande servie est halal.                              |
| Portugal             | 1994   | Europe    | 34          |                                                          |
| Birmanie             | 2015   | Asie      | 33          |                                                          |
| Bulgarie             | 1994   | Europe    | 28          |                                                          |
| Jordanie             | 1973   | Asie      | 27          | La viande servie est halal.                              |
| Bangladesh           | 2006   | Asie      | 26          | La viande servie est halal.                              |
| Chypre               | 2013   | Europe    | 25          |                                                          |
| Bahreïn              | 1973   | Asie      | 24          |                                                          |
| Nigeria              | 2009   | Afrique   | 24          |                                                          |
| Liban                | 1973   | Asie      | 23          |                                                          |
| Kenya                | 2011   | Afrique   | 23          |                                                          |
| Maurice              | 1983   | Afrique   | 22          |                                                          |
| Namibie              | 1992   | Afrique   | 21          |                                                          |
| Ghana                | 2011   | Afrique   | 19          |                                                          |
| Biélorussie          | 2015   | Europe    | 19          |                                                          |
| Maroc                | 2001   | Afrique   | 45          | La viande servie est halal.                              |
| Brunei               | 1992   | Asie      | 17          |                                                          |
| Botswana             | 1992   | Afrique   | 16          |                                                          |
| Belgique             | 2019   | Europe    | 15          |                                                          |
| Serbie               | 2007   | Europe    | 13          |                                                          |
| Kosovo               | 2016   | Europe    | 13          |                                                          |
| Ouzbékistan          | 2018   | Asie      | 13          |                                                          |
| Grèce                | 1992   | Europe    | 12          |                                                          |
| Mozambique           | 2007   | Afrique   | 12          |                                                          |
| Népal                | 2009   | Asie      | 12          |                                                          |
| Mongolie             | 2013   | Asie      | 12          |                                                          |
| Ouganda              | 2013   | Afrique   | 12          |                                                          |
| Suède                | 2014   | Europe    | 12          | Fut présent en 1981.                                     |
| Israël               | 2020   | Asie      | 12          | Fut présent de 1993 à 2014. La viande servie est casher. |
| Tunisie              | 2018   | Afrique   | 11          | La viande servie est halal.                              |
| Autriche             | 2005   | Europe    | 11          | Fut présent de 1970 à 1975.                              |
| Arménie              | 2007   | Asie      | 11          |                                                          |
| Cambodge             | 2008   | Asie      | 11          |                                                          |
| Azerbaïdjan          | 2011   | Asie      | 11          |                                                          |
| Suisse               | 2017   | Europe    | 11          | Fut présent de 1980 à 2004.                              |
| Danemark             | 1992   | Europe    | 10          | Fut présent de 1970 à 1991.                              |
| Eswatini             | 1993   | Afrique   | 10          |                                                          |
| Angola               | 2012   | Afrique   | 9           |                                                          |
| Islande              | 1980   | Europe    | 8           |                                                          |
| Croatie              | 2011   | Europe    | 8           |                                                          |
| Lesotho              | 2012   | Afrique   | 8           |                                                          |
| Irak                 | 2015   | Asie      | 8           |                                                          |
| Albanie              | 2016   | Europe    | 8           |                                                          |
| Soudan               | 2019   | Afrique   | 8           |                                                          |
| Slovaquie            | 2006   | Europe    | 7           |                                                          |
| Estonie              | 2019   | Europe    | 7           |                                                          |
| Lituanie             | 2007   | Europe    | 6           |                                                          |
| Zimbabwe             | 2013   | Afrique   | 6           | Fut présent de 1991 à 2008.                              |
| Tanzanie             | 2013   | Afrique   | 6           |                                                          |
| Côte d'Ivoire        | 2018   | Afrique   | 6           |                                                          |
| Finlande             | 2021   | Europe    | 6           |                                                          |
| Géorgie              | 2010   | Europe    | 5           |                                                          |
| Lettonie             | 2014   | Europe    | 5           |                                                          |
| Macédoine            | 2018   | Europe    | 5           |                                                          |
| Zambie               | 2011   | Afrique   | 4           |                                                          |
| Kirghizistan         | 2017   | Asie      | 4           |                                                          |
| Gabon                | 2019   | Afrique   | 4           |                                                          |
| Malte                | 1997   | Europe    | 3           |                                                          |
| Sénégal              | 2019   | Afrique   | 3           |                                                          |
| Algérie              | 2024   | Afrique   | 3           | La viande servie est halal.                              |
| Moldavie             | 2008   | Europe    | 2           |                                                          |
| Malawi               | 2012   | Afrique   | 2           |                                                          |
| Maldives             | 2018   | Asie      | 2           |                                                          |
| Madagascar           | 2019   | Afrique   | 2           |                                                          |
| Yémen                | 2002   | Asie      | 1           | La viande servie est halal.                              |
| Slovénie             | 2018   | Europe    | 1           |                                                          |
| Luxembourg           | 2019   | Europe    | 1           |                                                          |
| Rwanda               | 2020   | Afrique   | 1           |                                                          |
| Tadjikistan          | 2021   | Asie      | 1           |                                                          |
| Tuvalu               | 2025   | OCEAINE   |             |                                                          |
| Nauru                | 2025   | OCEAINE   |             |                                                          |
| Modèle:ISLA MARSHALL | 2026   | OCEAINE   |             |                                                          |
| Niue                 | 2026   | OCEAINE   |             |                                                          |
| Modèle:ISLA SALOMON  | 2026   | OCEAINE   |             |                                                          |
| Vanuatu              | 2026   | OCEAINE   |             |                                                          |

| Pays    | Entrée | Sortie | Continent        | Remarques                                                                                  |
| ------- | ------ | ------ | ---------------- | ------------------------------------------------------------------------------------------ |
| Russie  | 2013   | 2022   | Europe           | Fermeture causée par les sanctions économiques occidentales, liées à la guerre en Ukraine. |
| Syrie   | 2006   | 2014   | Asie             | Fermeture des restaurants dans le pays à la suite de la guerre civile syrienne de 2011.    |
| Andorre | 1979   | 2014   | Europe           | Causes inconnues.                                                                          |
| Fidji   | 2001   | 2013   | Océanie          | Causes inconnues.                                                                          |
| Haïti   | 1970   | 1997   | Amérique du Nord | Causes inconnues.                                                                          |
| Norvège | 1985   | 1990   | Europe           | Causes inconnues.                                                                          |
| Iran    | 1973   | 1979   | Asie             | Fermeture des restaurants dans le pays à la suite de la révolution iranienne de 1979.      |

### Au Canada
Dans les régions francophones du Canada comme le Québec, KFC est connu sous le nom de PFK (Poulet frit Kentucky). Ainsi, dans le film L'Armée des morts (L'aube des morts au Québec) qui est tourné au Canada, mais dont l'action se déroule au Wisconsin, lorsque les survivants prennent un repas au KFC, on peut lire sur une boisson gazeuse : PFK.
Contrairement à une légende urbaine qui circule sur les réseaux sociaux, le choix historique du sigle PFK n'est pas obligatoire en vertu de la législation linguistique du Québec. Il n'est pas obligatoire de franciser les sigles anglais et il s'agit d'un choix volontaire de l'entreprise de franciser intégralement son nom d'usage au Québec à l'époque. S'il est vrai que l'article 63 de la Charte de la langue française précise que « le nom d’une entreprise doit être en langue française », en pratique il aurait été possible pour l'entreprise d'ajouter un mot français et de garder le sigle anglais KFC dans le titre, par ex. « Poulet KFC », comme le fait par ex. Starbucks, qui s'appelle « Café Starbucks » au Québec.
En revanche, il est connu que le Colonel Sanders avait un rapport particulier avec le Canada. Il était un résident du Canada et il a déjà paru dans des publicités en français de PFK.
Au Québec, PFK assure n'utiliser que du poulet du Québec. L'entreprise diffuse également plusieurs publicités ayant pour but de promouvoir ce fait.

### Au Royaume-Uni
La chaîne KFC a été introduite au Royaume-Uni, à Preston dans le Lankeshire en 1965. En 2013, il existe plus de 800 restaurants KFC au Royaume-Uni et en Irlande (60 % de ces restaurants étant des franchises). En 2018, l'entreprise compte environ 900 restaurants. L'entreprise emploie plus de 8 000 salariés au Royaume-Uni.
En 2009, la chaîne transforme des points de vente en restaurants entièrement halal, mais face aux plaintes des clients habituels et aux ventes décevantes, l'enseigne fait marche arrière.
En février 2018, la chaîne est obligée de fermer temporairement plus de la moitié des restaurants du pays en raison de rupture de stocks de poulet. Le nouveau prestataire choisi pour les livraisons, DHL, rencontrant des problèmes dans la mise en place des circuits.

### En France

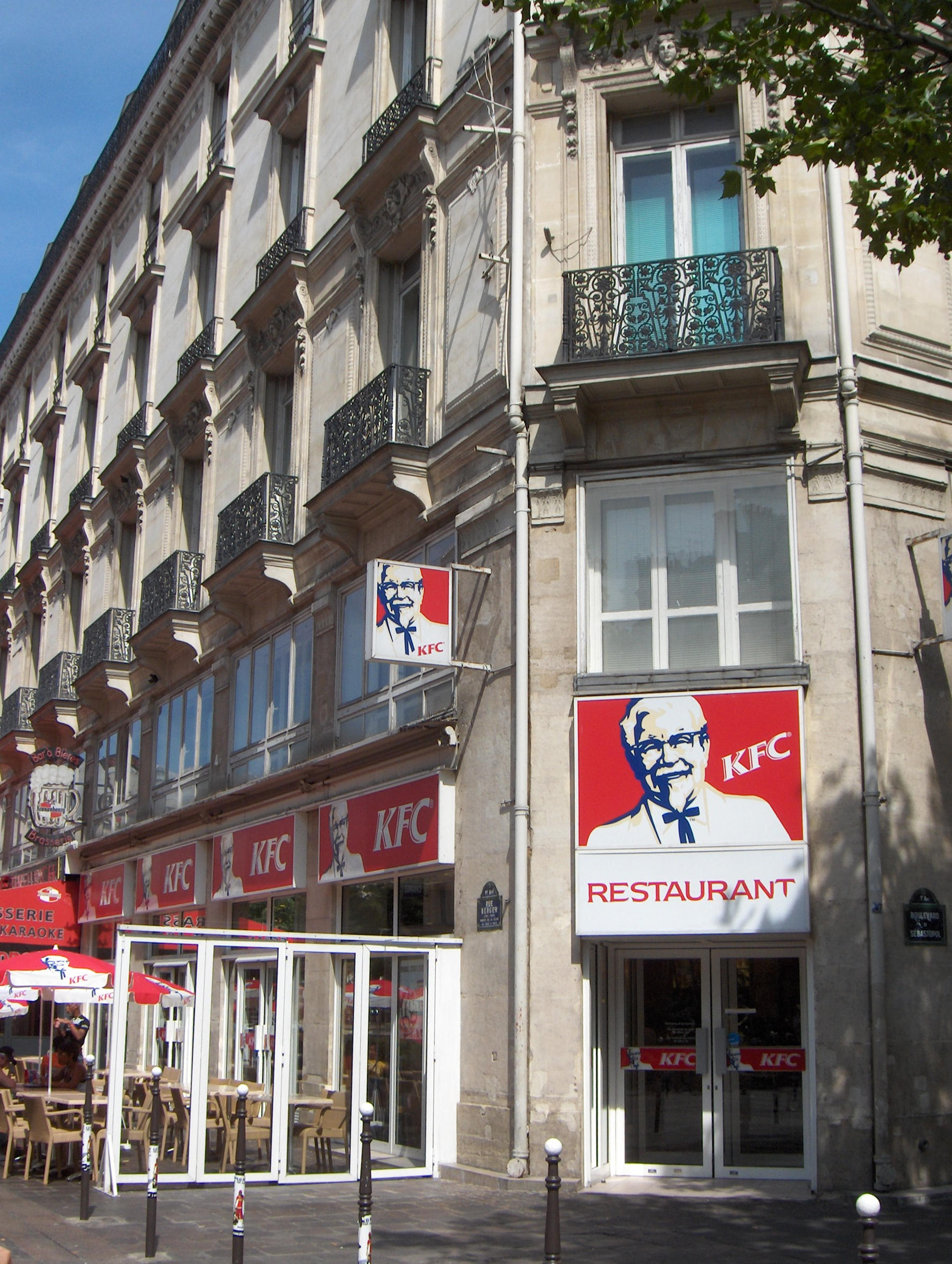
Restaurant KFC à Paris.

C'est en 1991 que KFC ouvre son premier restaurant en France, dans un centre commercial Carrefour de Villiers-en-Bière. L'année suivante l'enseigne ouvre le premier KFC parisien dans le quartier des Halles. Le groupe PepsiCo, propriétaire de plusieurs marques de restauration rapide, décide de se séparer de sa branche restauration ce qui limite l'expansion de l'enseigne en France. En 1997, le nouveau groupe Tricon (Yum!) propriétaire de l'enseigne relance son développement sur le territoire français en 1999.
En 2001, la marque dispose de son propre réseau national et investit dans dix nouvelles unités. Les années suivantes, KFC France continue à se développer notamment à Paris et dans la région parisienne.
« KFC France SAS » est dirigé depuis 2014 par Frédéric Levacher. Son siège social est situé au quartier d'affaires de La Défense (Tour W). KFC France emploie plus de 10 000 personnes qui servent près de 200 000 clients par jour. Ses restaurants sont ceux qui réalisent les chiffres d’affaires moyens les plus importants d’Europe.
En 2006, l'enseigne lance un plan de modernisation sur 5 ans pour l’harmonisation des services proposés dans 50 de ses restaurants en France. Le premier établissement à avoir été « remodelé » est celui des Halles.
| Année                 | 1991 | 1992 | 1996 | 2001 | 2002 | 2005 | 2006 | 2007 | 2010 | 2012 | 2013 | 2017 | 2019 |
| --------------------- | ---- | ---- | ---- | ---- | ---- | ---- | ---- | ---- | ---- | ---- | ---- | ---- | ---- |
| Nombre de restaurants | 1    | 2    | 7    | 11   | 23   | 36   | 44   | 58   | 121  | 146  | 159  | 211  | 262  |

100 % des poulets servis dans les restaurants KFC français proviennent de l'Union Européenne. Le principal fournisseur de la chaîne est le groupe Galliance & LDC.
KFC France a créé la Fondation KFC sous l'égide de la Fondation de France en 2012. Cette fondation a pour but de soutenir des projets d'intérêt général dans plusieurs domaines, notamment l'éducation, la santé et l'aide alimentaire. Elle soutient en particulier les Restos du cœur.
En février 2017, KFC s'associe à Allo Resto pour faire de la livraison.

### Dans la culture populaire

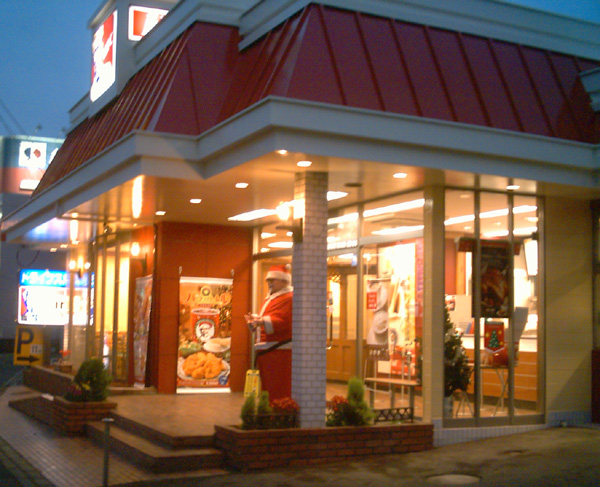
Un Noël dans un restaurant KFC japonais.

- KFC est si populaire au Japon que beaucoup là-bas croient qu'il s'agit d'une société japonaise. De nombreuses familles n'hésitent pas à réserver des semaines à l'avance afin de passer le réveillon dans un restaurant de la chaîne[47] ou bien à collectionner des produits dérivés du Colonel, véritable icône dans le pays.
- Une légende urbaine japonaise, couramment appelée La malédiction du Colonel, raconte que l'équipe de baseball Hanshin Tigers ne pourra plus jamais gagner, depuis que lors d'une célébration un fan jeta une statue du Colonel Sanders dans un canal de la région, jetant ainsi une malédiction sur les membres de l'équipe.
- Le musicien Buckethead porte un bac de KFC sur la tête depuis ses débuts.

## Les franchisés et les franchises célèbres

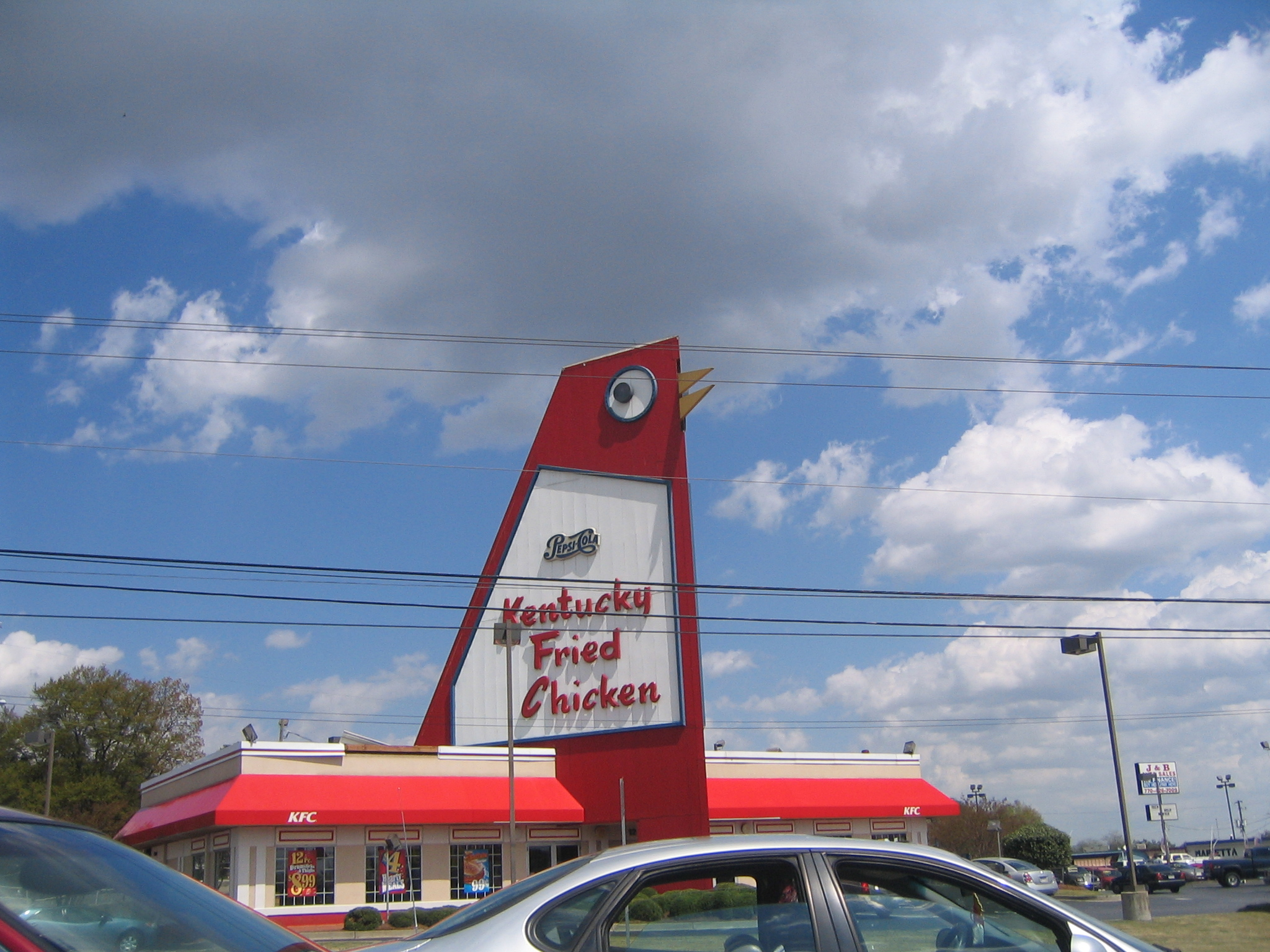
Le gigantesque Big Chicken à Marietta, Géorgie.

L'un des restaurants KFC les plus célèbres se situe à Marietta en Géorgie. Surnommé le Big Chicken, l'établissement est reconnaissable par son enseigne haute de 17 m représentant un gros poulet rouge au bec jaune. Ce panneau aux proportions démesurées avait été construit à l'origine pour un autre établissement de restauration rapide de poulet nommé « Johnny Reb's Chick, Chuck and Shake » et fut longtemps utilisé comme repère géographique par les pilotes et les habitants de la région.
Le premier à avoir acquis la franchise KFC fut Pete Harman, un restaurateur que le Colonel Sanders avait rencontré quelques mois plus tôt lors d'un congrès de cuisiniers. Le riche entrepreneur bâtit avec Sanders une stratégie de franchising et inventa le célèbre slogan « Finger Lickin' Good » (en français : « Bon à s'en lécher les doigts »). Son établissement, situé à South Salt Lake dans l'Utah, est aujourd'hui réhabilité en un restaurant de la chaîne, mais conserve son enseigne Harman Cafe.
Dave Thomas, le fondateur des restaurants Wendy's, possède plusieurs restaurants KFC avant de lancer sa propre chaîne de restauration rapide. Il rétablit quatre unités en crise, les transformant en restaurants à succès et rapporta ainsi plusieurs millions de dollars à l'entreprise. Il inventa le Bucket tournant, autrefois présent sur les façades de tous les établissements KFC et obtint que toutes les pièces de poulets soient vendues dans des Bucket en papier afin de réduire les dépenses de la chaîne.

## Critiques et controverses

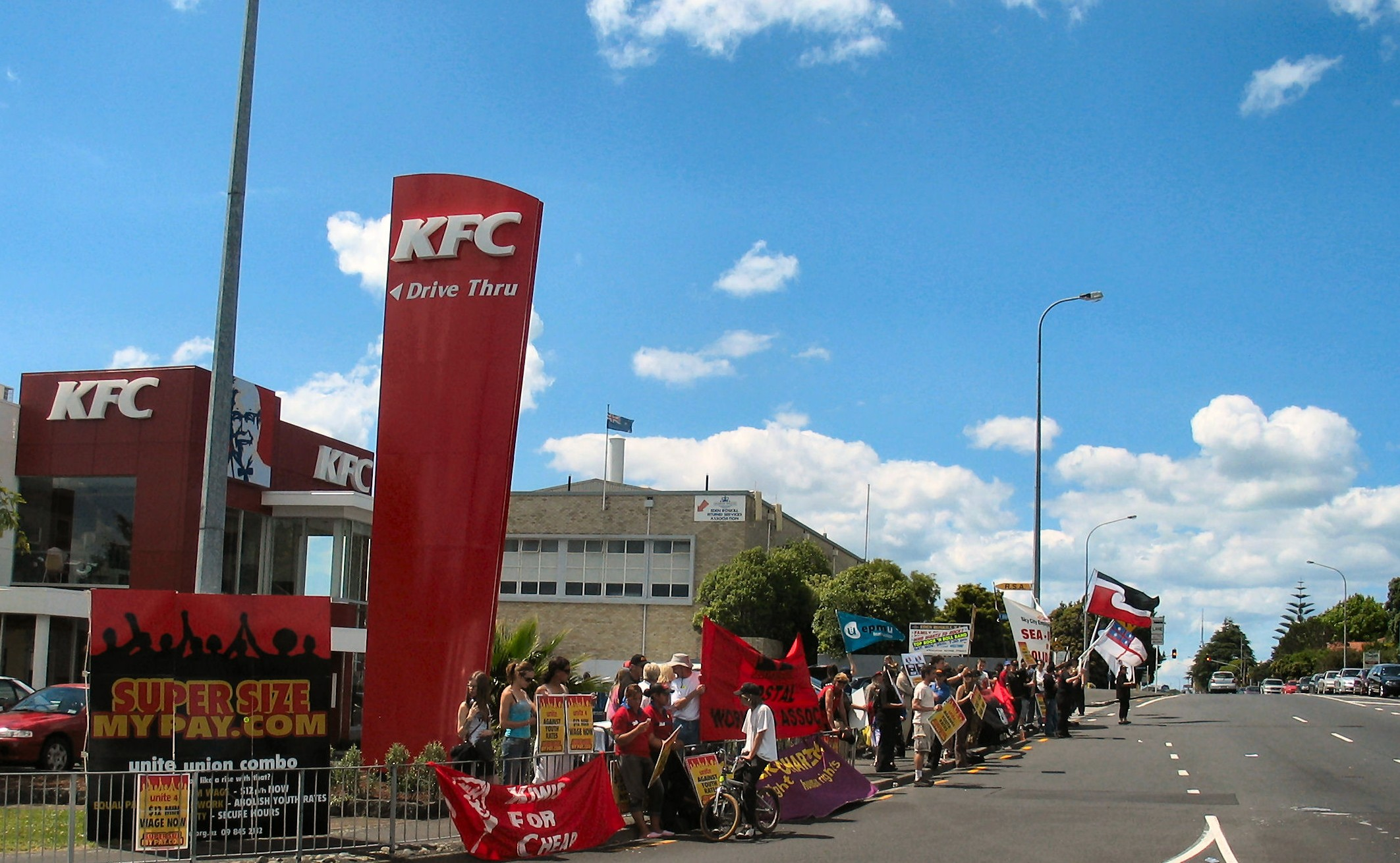
Grévistes néozélandais devant le KFC de Auckland

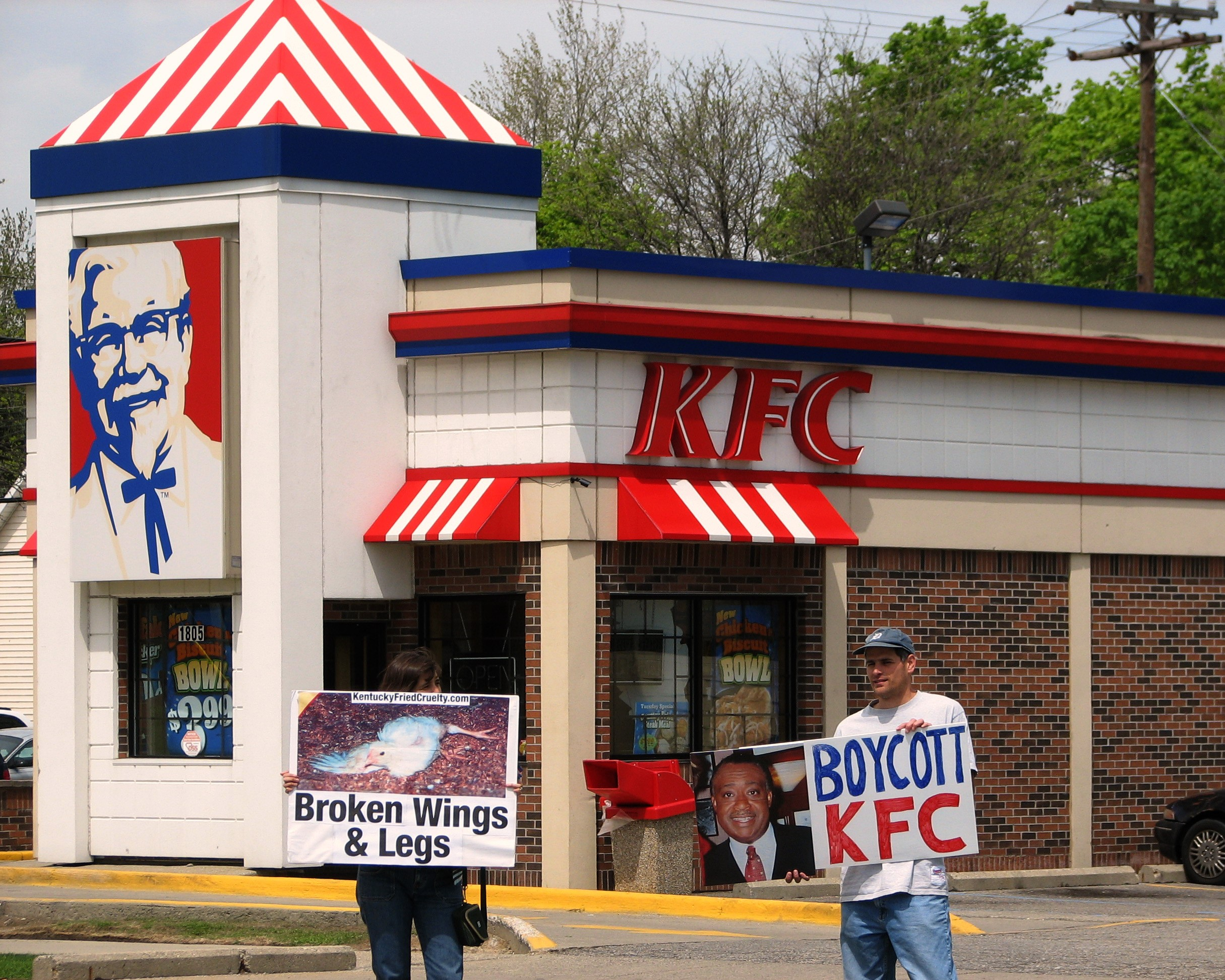
Groupe de manifestants appelant au boycott de la chaîne à Royal Oak dans le Michigan

### Élevage et abattage non éthique des volailles
En 2003, la People for the Ethical Treatment of Animals (PETA) appela au boycott de l'enseigne, l'accusant de ne pas avoir respecté ses engagements relatifs à l'amélioration des conditions de vie des poulets vendus dans les restaurants. KFC répliqua que la volaille achetée provenait d'agriculteurs régulièrement contrôlés et qu'ils n'agissaient en rien à l'encontre des droits des animaux. L'organisation affirma que les propos tenus par la chaîne étaient erronés et maintint ses accusations. De nombreuses célébrités répondirent à l'appel de la Peta, comme l'actrice Pamela Anderson qui se trouva au centre d'une campagne d'affichage de l'association en septembre 2004, Richard Pryor, Elizabeth Berkley, Paul Wall, Ringo Starr, Tyra Banks, Dick Gregory, Will Smith, Jenna Jameson, Peter Jackson, Phil Collins, Bea Arthur, Billy Corgan et Jimmy Chamberlin (Membres des Smashing Pumpkins).
Afin de rallier le grand public à sa cause, l'association ouvre un site internet et se créa une mascotte, transformant le Colonel Sanders animé des années 1980 (voir plus haut) en un boucher sanguinaire égorgeur de poulets. Ce site montre les conditions dans lesquelles les poulets sont élevés, entassés dans de grands hangars, ensuite grossis artificiellement à l'aide de médicaments, pour finalement s'y retrouver avec les pattes et les ailes brisées (conséquences de l'obésité de l'animal et de la manière dont il est traité par les employés). Ensuite, lors de l'acheminement à l'abattoir, l'animal est égorgé et, encore conscient, est plongé dans de l'eau bouillante. De plus, les éleveurs coupent le bec des poussins dès leur naissance, ce qui cause parfois la mort de ces derniers.
Les poulets achetés par KFC au groupe Doux sont tués par une vrille mécanique. Les poulets vendus par KFC ne sont pas tués à la main.[réf. souhaitée]
En 2008, le chanteur Moby, qui est végétarien, publie sur son album Last Night la chanson Disco Lies où il critique à travers le clip la chaîne KFC.
En 2024, KFC est revenu sur un engagement de bien-être animal signé en 2019, appelé le Better Chicken Commitment. Cet engagement incluait notamment l'utilisation de races de poulets à croissance moins rapide, un objectif que KFC a reconnu ne pas pouvoir atteindre d'ici 2026, puisque seulement 1 % de ses poulets en 2024 provenaient de telles races.

### Salariés «discount» - traitement abusif des employés
Comme pratiquement toutes les grandes chaînes de restauration rapide, KFC emploie une forte proportion de jeunes non qualifiés, payés pour la plupart au salaire minimum dans des conditions de travail difficiles[réf. nécessaire].
En 2005, les employés néozélandais travaillant au KFC de Balmoral dans la région de Auckland, payés 13,7 NZ$ (soit environ 8 euros) de l'heure, se mirent en grève contre Restaurant Brands, le propriétaire de la franchise KFC en Nouvelle-Zélande, le 3 décembre 2005. Les jeunes employés accusaient la société de ne prévoir aucune augmentation salariale dans la renégociation des contrats pour l'année à venir. Au mois de mars 2006, Restaurant Brands s'accorda sur l'abandon des taxes imposées à ses employés, mais ne définit aucune date pour fixer le taux d'élévation des salaires[réf. nécessaire].
Certains restaurants français, par exemple celui des Halles à Paris, sont très régulièrement en grève[réf. nécessaire].

### Conditions sanitaires
Le 26 février 2007, un KFC-Taco Bell de Greenwich Village fut fermé par l'inspection sanitaire de la ville de New York à la suite de l'invasion de l'établissement par une colonie de rats. Une vidéo avait déjà été réalisée trois jours plus tôt, montrant une douzaine d'entre eux traversant le restaurant, montant sur les chaises et les réhausseurs pour bébés.
En 2021, une cliente trouve une tête de poulet dans une boite de nuggets.

### Rapport avec les clients
Début juin 2014, des employés du KFC de Jackson (Missouri) auraient demandé aux parents d'une fillette de 3 ans de quitter le restaurant, car le visage de la fillette, mordue par des pitbulls en avril, « perturbe les autres clients ». La chaîne de restauration rapide a répondu ensuite sur Facebook en s'excusant et en offrant 30 000 dollars pour aider la famille dans les opérations chirurgicales de la fillette. Cette information fut démentie quelques jours plus tard. Certaines personnes[Qui ?] ont accusé les parents d'avoir inventé cette histoire afin de profiter de la générosité des internautes.[réf. souhaitée]
En 2016, Marc Nicholls aurait trouvé un rein frit dans son menu, dans le KFC de Labrador dans le Queensland. Les employés ont réagi en disant cela était fréquent et sans gravité. Un porte-parole de la chaîne KFC a réagi à la suite de cet incident en disant que cela ne constituait absolument pas un danger pour le consommateur et que cela pouvait arriver à la suite d'un mauvais tri des abats en cuisine.[réf. souhaitée]
Un reportage diffusé sur M6 en 2011 montre à la fois les conditions sanitaires de McDonald's et de KFC.[réf. souhaitée]
En 2019, les quatorze succursales de la grande région de Québec (inclut la ville de Québec) ont toutes fermé leurs portes pour des raisons financières et surtout à cause du manque de main-d'œuvre.[réf. souhaitée]

### Soupçons d'évasion fiscale
En mars 2018, le magazine Que choisir publie une enquête sur KFC, qui montrerait que, malgré des bénéfices en France, l'enseigne pratiquerait l'évasion fiscale pour ne payer aucun impôt, tandis que les salariés dénonceraient des conditions de travail déplorables.

### Sécurité du travail
En 2017 au Royaume-Uni, KFC a été condamné à une amende de 950 000 £ après que deux employés ont été ébouillantés par une sauce bouillante. La société a admis avoir été accusée de manquement à une obligation de diligence envers les employés et a été condamnée par le tribunal de la Couronne de Teesside (Middlesbrough) à payer des amendes de 800 000 £ et 150 000 £.

### Sponsoring sportif
Le contrat de sponsoring sportif de KFC, ainsi que d'autres marques comme Coca-Cola et Betclic, avec l'équipe de France de football est mis en cause en mars 2022 par le footballeur vedette Kylian Mbappé. En effet, celui-ci considère qu'il est trop sollicité par les sponsors de l'équipe de France. De plus, il est engagé une association qui promeut une alimentation saine à l’adolescence, ce qui est contradictoire avec la promotion de KFC et Coca-Cola. La Fédération française de football s'engage en septembre à réviser la convention des droits à l’image liant les joueurs, même si son président Noël Le Graët affirme: « Rien ne changera d’ici la Coupe du monde » . Alain Béral, vice-président de KFC-France, critique Kylian Mbappé, coupable selon lui de « crise de jeunesse » et annonce que KFC fera « valoir ses droits », mais le service communication de KFC-France, dans une déclaration à l'agence Reuters, affirme que Alain Béral ne parle pas au nom de la société, et affirme « sa confiance dans la capacité de la FFF à faire émerger des solutions satisfaisantes »,.

## Filmographie
- 1997 : Les Couloirs du temps : Les Visiteurs 2 de Jean-Marie Poiré
- 2018 : Green Book, sur les routes du sud de Peter Farelly